# Kuehneotheria
Kuehneotheria — таксономічна група базальних ссавців в ранзі надлегіону, що існувала на межі тріасового та юрського періодів.

## Систематика
†Kuehneotheria
- Родина †Kuehneotheriidae
  - †Fluctuodon?
  - †Indotherium?
  - †Kotatherium?
  - †Kuehneotherium
  - †Kuehneon ?
  - †Trishulotherium?
- Родина †Woutersiidae
  - †Woutersia